# Centaurea germanicopolitana
Centaurea germanicopolitana — вид квіткових рослин айстрових (Asteraceae). Ендемік Туреччини (пн. і сх. Анатолія).

## Середовище
Населяє кам'янисті луки.

## Морфологічна характеристика
Багаторічник 10–15 см заввишки. Листки ланцетні, 3–4 см, притиснуто сіро-запушені. Обгортка 15 мм, субциліндрична, крайові квітки променисті, блакитні, внутрішні рожево-пурпурові.